# Sayiana puertoricensis
Sayiana puertoricensis är en insektsart som beskrevs av Caldwell 1953. Sayiana puertoricensis ingår i släktet Sayiana och familjen Derbidae. Inga underarter finns listade i Catalogue of Life.